# Wereldkampioenschappen noords skiën 2007
De wereldkampioenschappen noords skiën 2007 werden van 22 februari tot en met 4 maart georganiseerd in het Japanse Sapporo.
Er namen atleten uit 49 landen deel, Noorwegen sloot de WK als meest succesvolle land af met 16 medailles waaronder vijf gouden. Finland won ook vijf keer goud en behaalde in totaal acht medailles.
De wereldkampioenschappen noords skiën bestaan uit drie sporten: langlaufen, schansspringen en noordse combinatie. Er werden in achttien disciplines medailles verdeeld.

## Medaillespiegel
| Plaats | Land             | Goud | Zilver | Brons | Totaal |
| 1      | Noorwegen        | 5    | 4      | 7     | 16     |
| 2      | Finland          | 5    | 1      | 2     | 8      |
| 3      | Duitsland        | 2    | 4      | 3     | 9      |
| 4      | Rusland          | 1    | 3      | 0     | 4      |
| 5      | Tsjechië         | 1    | 1      | 1     | 3      |
| 6      | Zwitserland      | 1    | 1      | 0     | 2      |
| 7      | Italië           | 1    | 0      | 2     | 3      |
| 8      | Oostenrijk       | 1    | 0      | 1     | 2      |
| 9      | Polen            | 1    | 0      | 0     | 1      |
| 10     | Zweden           | 0    | 1      | 1     | 2      |
| 11     | Slovenië         | 0    | 1      | 0     | 1      |
| 11     | Verenigde Staten | 0    | 1      | 0     | 1      |
| 11     | Bulgarije        | 0    | 1      | 0     | 1      |
| 14     | Japan            | 0    | 0      | 1     | 1      |

 Langlaufen · 
 Noordse combinatie · 
 Schansspringen
 Chamonix 1924 · 
Janské Lázně 1925 · 
Lahti 1926 ·
Cortina d'Ampezzo 1927 ·
 Sankt Moritz 1928 ·
Zakopane 1929 ·
Oslo 1930 ·
Oberhof 1931 ·
 Lake Placid 1932 ·
Innsbruck 1933 ·
Solleftea 1934 ·
Vysoké Tatry 1935 ·
 Garmisch-Partenkirchen 1936 ·
Chamonix 1937 ·
Lahti 1938 ·
Zakopane 1939 ·
Cortina d'Ampezzo 1941 ·
 Sankt Moritz 1948 ·
Lake Placid 1950 ·
 Oslo 1952 ·
Falun 1954 ·
 Cortina d'Ampezzo 1956 ·
Lahti 1958 ·
 Squaw Valley 1960 ·
Zakopane 1962 ·
 Innsbruck 1964 ·
Oslo 1966 ·
 Grenoble 1968 · 
Vysoké Tatry 1970 ·
 Sapporo 1972 ·
Falun 1974 ·
 Innsbruck 1976 ·
Lahti 1978 ·
 Lake Placid 1980 ·
Falun 1980 ·
Oslo 1982 ·
Rovaniemi/Engelberg 1984 ·
Seefeld 1985 ·
Oberstdorf 1987 ·
Lahti 1989 ·
Val di Fiemme 1991 ·
Falun 1993 ·
Thunder Bay 1995 ·
Trondheim 1997 ·
Ramsau am Dachstein 1999 ·
Lahti 2001 ·
Val di Fiemme 2003 ·
Oberstdorf 2005 ·
Sapporo 2007 ·
Liberec 2009 ·
Oslo 2011 ·
Val di Fiemme 2013 ·
Falun 2015 ·
Lahti 2017 ·
Seefeld 2019 ·
Oberstdorf 2021 ·
Planica 2023